# Життєві дрібниці (фільм, 1970)
«Життєві дрібниці» (варіант перекладу: «Дрібниці життя», фр. Les choses de la vie) — кінофільм французького режисера Клода Соте 1970 року, знятий за романом Поля Гімара. Головні ролі виконали Мішель Пікколі та Ромі Шнайдер. Фільм брав участь в основній конкурсній програмі 23-го Каннського кінофестивалю та номінувався на здобуття Золотої пальмової гілки.

## Сюжет
У респектабельного сорокарічного архітектора П'єра (Мішель Пікколі) є коханка Елен (Ромі Шнайдер). Це не заважає йому підтримувати дружні стосунки з колишньою дружиною Катрін і вже дорослим сином Бертраном. Елен кохає П'єра і мріє одружитися з ним, адже любовні стосунки, у яких немає майбутнього, її не влаштовують. Проте П'єр вагається. Під тиском оточення він нарешті вирішує одружитися, але по дорозі до Елен потрапляє в автомобільну катастрофу і помирає.

## В ролях
| Актор(ка)      |   | Роль             |
| -------------- | - | ---------------- |
| Мішель Пікколі | … | П'єр Берар       |
| Ромі Шнайдер   | … | Елен             |
| Леа Массарі    | … | Катрін Берар     |
| Жан Буїз       | … | Франсуа          |
| Жерар Лартіґо  | … | Бертран Берар    |
| Бобі Лапуант   | … | далекобійник     |
| Ерве Санд      | … | водій вантажівки |
| Жак Рішар      | … | санітар          |

## Визнання
| Нагороди та номінації фільму Життєві дрібниці | Нагороди та номінації фільму Життєві дрібниці | Нагороди та номінації фільму Життєві дрібниці | Нагороди та номінації фільму Життєві дрібниці | Нагороди та номінації фільму Життєві дрібниці | Нагороди та номінації фільму Життєві дрібниці |
| Рік                                           | Нагорода                                      | Категорія                                     | Номінант                                      | Результат                                     |                                               |
| --------------------------------------------- | --------------------------------------------- | --------------------------------------------- | --------------------------------------------- | --------------------------------------------- | --------------------------------------------- |
| 1969                                          | Приз Луї Деллюка                              | Приз Луї Деллюка                              | Клод Соте                                     | Перемога                                      |                                               |
| 1970                                          | Каннський кінофестиваль                       | Золота пальмова гілка                         | Життєві дрібниці                              | Номінація                                     |                                               |